# Angraecum ferkoanum
Angraecum ferkoanum là một loài thực vật có hoa trong họ Lan. Loài này được Schltr. mô tả khoa học đầu tiên năm 1918.

## Hình ảnh

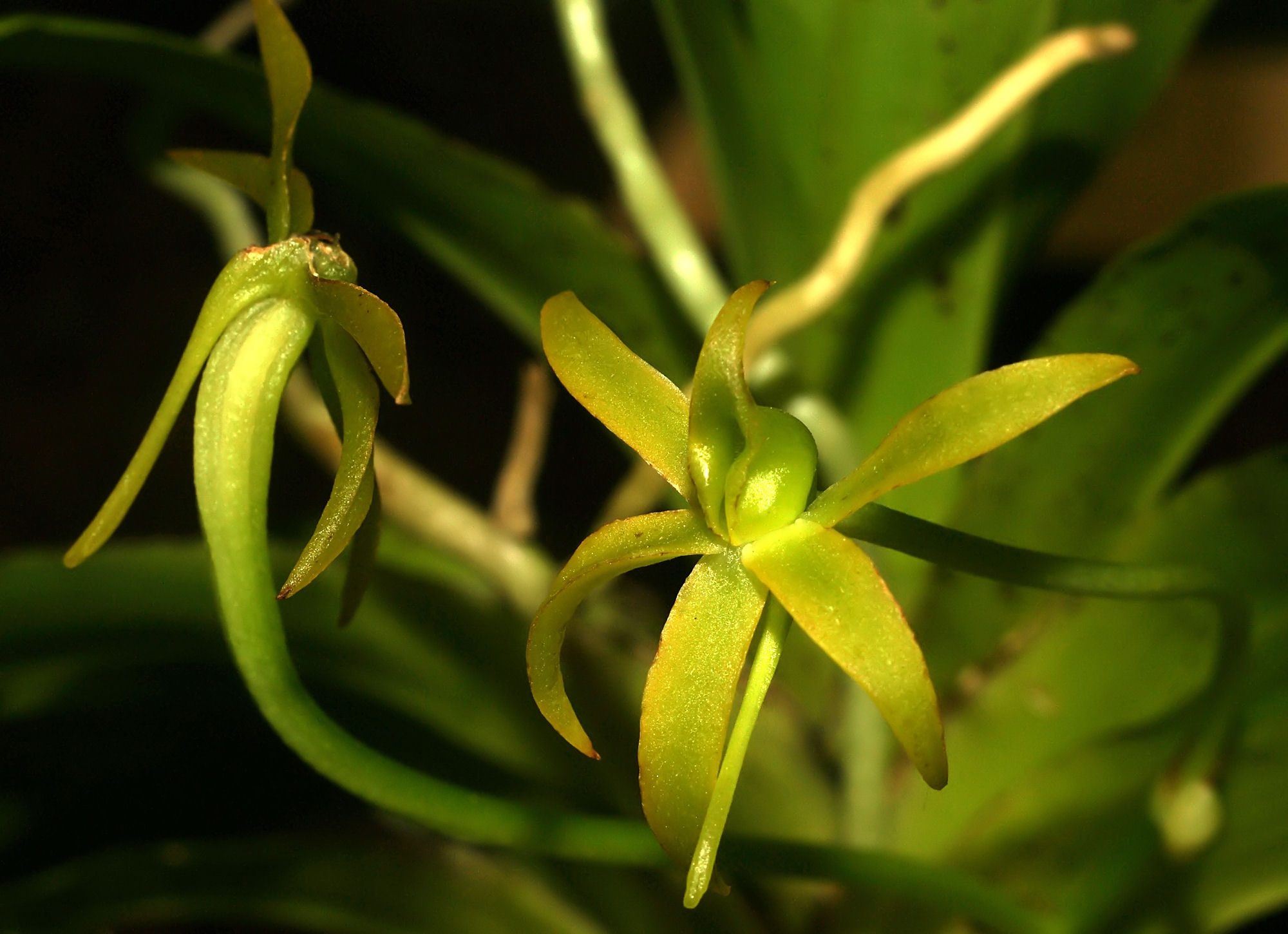